# Livers Ain't Cheap
Pour plus de détails, voir Fiche technique et Distribution.
Livers Ain't Cheap est un film américain réalisé par James Merendino et sorti en 1996.

## Synopsis
Rupert est un petit escroc qui essaye de se ranger. Son petit frère James veut mener une vie de délinquance. Après avoir été libéré de prison, James dit à Rupert que pendant qu'il était en prison, il a entendu Dexter, un criminel arrêté pour un vol de sac à main, dire à son ami Collin qu'il prévoyait de braquer une boîte de nuit le soir du Nouvel An. Mais lorsque James est soudainement abattu par Collin, Rupert apprend que son frère a besoin d'une greffe du foie. Déterminé à le sauver, Rupert décide d'exécuter le braquage lui-même pour obtenir l'argent dont il a besoin. Après que Rupert ait quitté son emploi, il rassemble une équipe d'anciens détenus, dont Dexter qui a dû s'évader de prison, son meilleur ami John et son ex-petite amie Lisa Turtle. Le soir du braquage, Rupert et sa bande entrent dans la boîte de nuit pour une confrontation culminante qui devient rapidement incontrôlable.

## Fiche technique
- Titre français : Livers Ain't Cheap
- Titre original : The Real Things
- Réalisation : James Merendino
- Scénario : James Merendino, Rustam Branaman
- Musique : Peter Leinheiser
- Photographie : Greg Littlewood
- Production : Jerry Brown, Patrick Francis, Patrick Gallagher
- Société de production et de distribution : LAC,LP, LACPP
- Pays :  États-Unis
- Langue : Anglais
- Format : Couleur - Stéréo - 35 mm - 1.85:1
- Genre : Thriller
- Durée : 89 minutes
- Date de sortie :
  - États-Unis :  12 janvier 1996

## Distribution
- James Russo : Rupert Little
- Jeremy Piven : John
- Fabrizio Bentivoglio : Alfredo Donati
- Robert LaSardo : Eric Fidel
- Ashley Laurence : Carla
- Emily Lloyd : Lisa Tuttle
- Dave Buzzotta : James Little
- Rod Steiger : Victor
- Pat Gallagher : Dexter
- Esai Morales : Collin
- Gary Busey : Foreman
- Max Perlich : Tom
- Barbara Nickell : Bartender
- James Wardlaw : Magnus

## Production
Le tournage a débuté le 1er juillet 1995 et a duré 30 jours. Le tournage a eu lieu à Los Angeles et dans ses environs, en Californie. La scène d'évasion de prison a été filmée à la prison Old Montana à Deer Lodge, Montana. Le tournage de la prison a commencé dans la soirée du 20 juillet. Une partie de la zone a été bouclée pour le tournage. L'équipe a utilisé un mouvement d'une seule caméra pour filmer le personnage de Dexter, escaladant le mur de la prison, habillé en garde, sortant de la porte, traversant le pont et montant dans une voiture. Le tournage à la prison s'est terminé tôt le matin du 21 juillet. Après cela, les acteurs et l'équipe sont retournés à Los Angeles et le tournage s'est terminé fin juillet.

## Avant-première
Le film a été montré en avant-première, au festival du film de Palm Springs, le 12 Janvier 1996.

## Sortie en VHS
Le film est sorti en VHS le 13 janvier 1998. Au lieu d'utiliser le titre original, il est sorti sous le nouveau titre The Real Thing.